# 数字中的真相？
《数字中的真相？一切，根据维基百科》（英語：Truth in Numbers? Everything, According to Wikipedia）是一部2010年的美國紀錄片。該片探索了維基百科的歷史與文化影響，探討是否應讓所有人或只讓專家參與編輯一部百科全書。
該片讲述了維基百科的歷史和背景，展现了維基百科創办人吉米·威爾士和拉里·桑格的评价。出現在片中的評論人有作家霍华德·津恩、華盛頓郵報主编萊恩·唐尼、CBS新聞台记者鮑勃·希弗、前大英百科全書主编羅伯特·麥克亨利和前中央情報局局長小羅伯特·詹姆斯·伍爾西。這部紀錄片亦討論了維基百科的相關負面事件，包括Essjay事件和席根塔勒传记事件。
历经数次延宕，影片最终于2010年7月在格但斯克的2010年維基媒體國際會議舉行首映，並於2010年10月在美國紐約市的佩利媒體中心公映。該片亦有參加該年11月3日的薩凡納電影節，在薩凡納藝術設計學院的受託人劇院放映。

## 内容
《数字中的真相？一切，根据维基百科》是一部美國紀錄片，探索了維基百科的歷史與文化影響。該片將維基百科描述為傳播與文化對話的一種新形式。導演們試圖解答普通人是否應被賦予在網上發表所收集之知識的任務，还是说这项任务應仅限于單獨專業領域的學者去做。影片中給出了維基百科的歷史概述，以及創始人吉米·威爾士的生平資訊。在片中，威爾士與一位指出條目內容錯誤的印度讀者正在討論維基百科，並向那位讀者展示如何點擊網站上的“編輯”按鈕。维基百科创始人拉里·桑格在片中批评网站接受公众编辑，排斥征求专业人士贡献的做法。
在片中受访的记者及媒体评论人包括《华盛顿邮报》主编霍华德·辛恩（Howard Zinn）与伦·唐尼（Len Downie）、CBS新闻记者鲍勃·希弗、《大英百科全书》前主编罗伯特·麦亨利、前中央情报局局长小羅伯特·詹姆斯·伍爾西、《Slate》杂志记者克里斯·威尔逊（Chris Wilson）、对维基百科持批评态度的《The Register》记者凯德·梅斯（Cade Metz）、维珍集团董事长理查德·布兰森和语言学家诺姆·乔姆斯基。影片记录了印度与非洲的倡议活动“维基百科学院”（Wikipedia Academies）。另外，Essjay事件及席根塔勒传记事件等维基百科争议事件在片中也有所提及。音乐人救世王看完自己在网站上的传记表示：“我可以这么说，上面的内容其实不准确。”

## 製作

### 構想

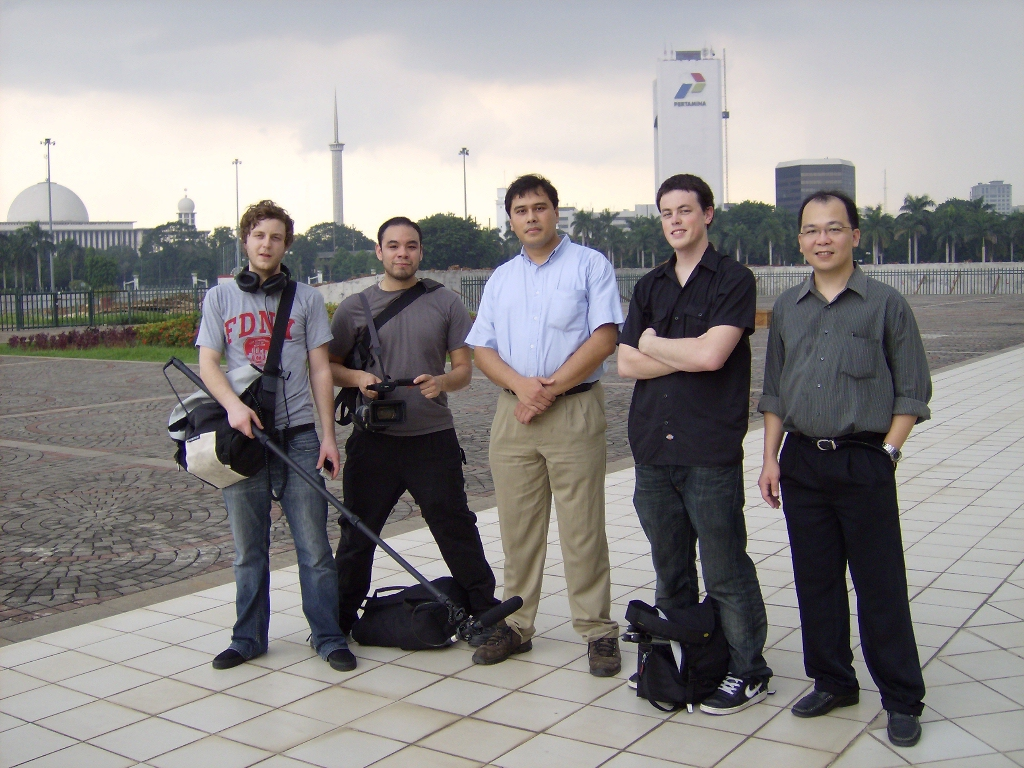
2007年2月，製作團隊在印尼。

制作影片的想法起源于2005年纪录片《克雷格列表上的24小时》（24 Hours on Craigslist）导演迈克尔·弗里斯·吉布森（Michael Ferris Gibson）的建议。担任本片制作人的吉布森结识了联合导演尼克·希尔（Nic Hill）。吉布森资助希尔制作影片期间的差旅费。影片的工作標題为《数字中的真相：维基百科故事》（Truth in Numbers: The Wikipedia Story）。吉布森请求网民资助影片，最初的众酬目标是2万美元。制作团队将项目最初的作品放到www.wikidocumentary.org，让网民了解。另一个有关这部纪录片的协作网站在Wikia成立，网址为wikidocumentary.wikia.com。吉布森向《旧金山纪事报》谈及他的融资策略时指出，許多個人的小型增量捐赠体现出那些人對他的倡议真的有興趣。

### 拍攝
拍摄工作在2006年8月的维基媒体国际会议上开展，到2007年4月制作团队采集到共100个小时的画面。2007年间，联合导演希尔跟拍威尔士到世界各地的旅程，安排两人拍摄小组前往中国、印尼、印度、南非、澳大利亚和欧洲，采访維基百科的编辑及贡献者。希尔本身也是维基百科的编辑，从讲述一位涂鸦艺术家的条目开始。吉布森和希尔需要电影制作创意及融资方面的专业知识，于是找来斯科特·格洛瑟曼加入投资。格洛瑟曼于2007年－2008年美国编剧协会大罢工期间参与影片制作。格洛瑟曼加入后，制作团队工作的广度变大，最终又花了三年完成拍摄。
摄影指导埃里克·科雷茨于2008年1月制作重心转移时加入。他使用松下AG-HPX500高清手持摄影机进行拍摄。在行业出版物《摄影》（Videography）的文章中，埃里克表示自己之所以选择这台机器，是因为制作团队经常要来回奔波，不可能使用录像机。他表示自己更倾向于使用P2卡而不是HDD卡，考虑到P2卡更加可靠。剪辑过程中，发行方格伦回声娱乐（Glen Echo Entertainment）使用八台配备英特尔处理器的麦金塔电脑，采用苹果Final Cut Pro软件剪辑。

### 后期

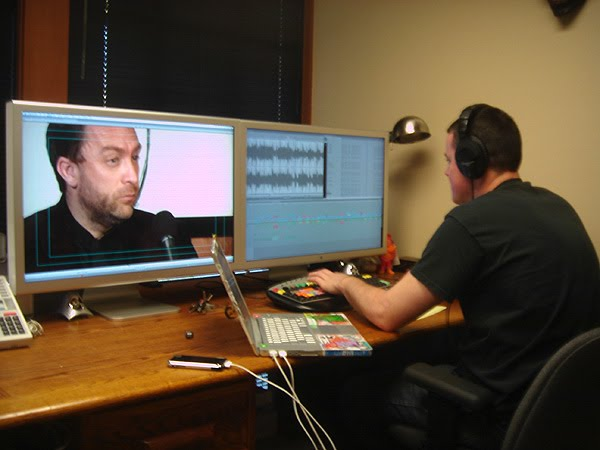
尼克·希尔在剪辑電影。

斯科特·格洛瑟曼与制作团队共同为影片设定主题。他们将内容归纳为一个问题：“维基百科是如何取得真相的？”。他们希望为想要了解维基百科背景及运作机制的人提供信息。为此，他们找来《美国非理性时代》（The Age of American Unreason）作者苏珊·杰克比等多位专家探讨维基百科寻找特定领域专家的方式。在《IndieWire》的采访中，格罗瑟曼表示：“我们希望人们为特定主题的任何一方提供令人信服的证据，因为客观是我们的目的，我们要让观众自行判断。”制作过程中，格罗瑟曼参考了影片《我们到底懂个毛线？》的叙事结构。作为非营利项目，截至2009年3月，影片获得5.5万美元捐款。

## 发行

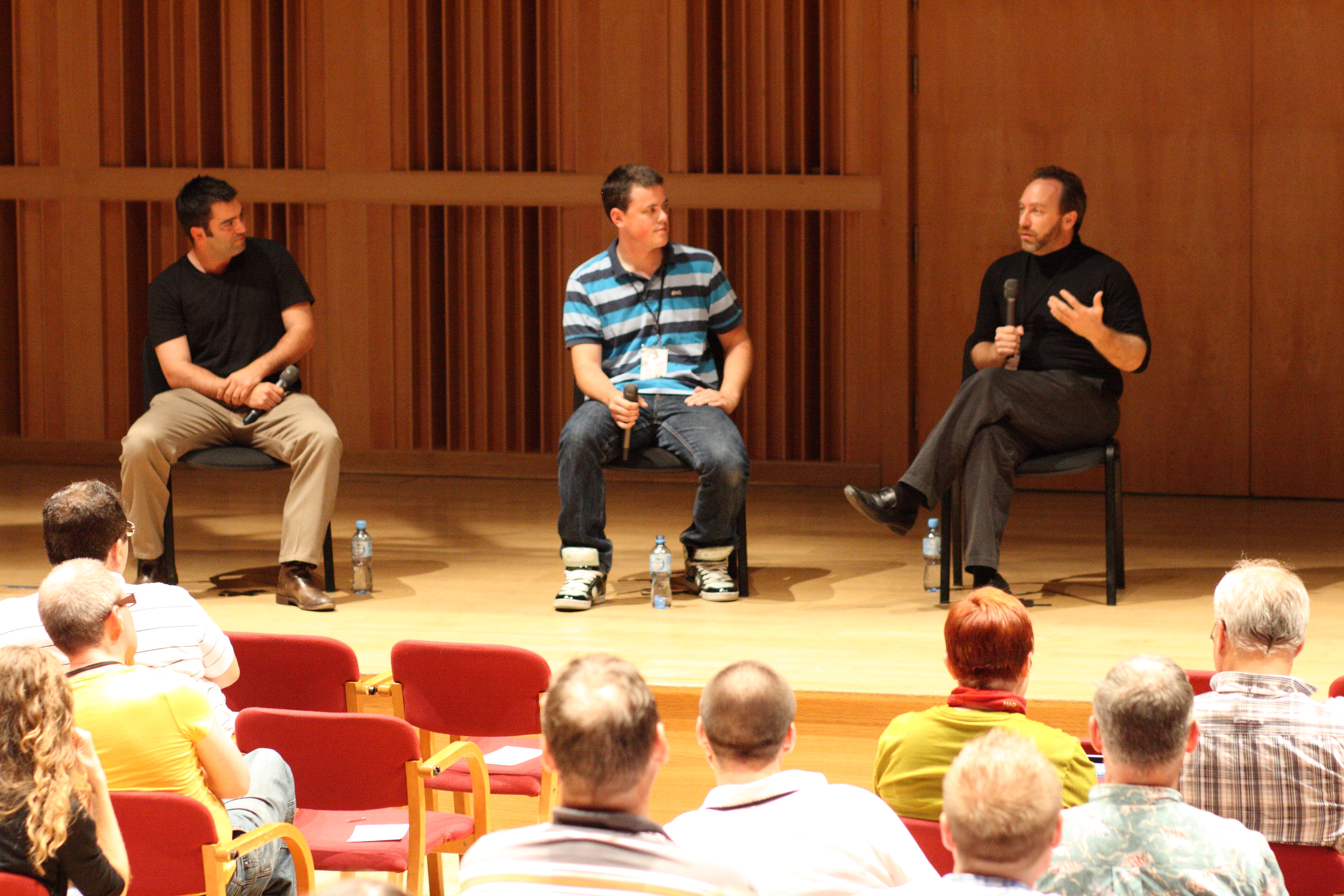
2010年7月10日，导演尼克·希尔和斯科特·格洛瑟曼与吉米·威尔斯在格但斯克。

影片原计划在2007年发行，其后推迟到2008年，再到2009年，最终定在2010年发行。部分内容于2007年在台北市维基媒体国际会议抢先公开，获得编辑群体褒贬不一的评价。2008年，维基媒体基金会在影片筹款活动的宣传视频中公开部分片段。影片最终于2010年7月在格但斯克维基媒体国际会议上首映，约300名观众到场观看。一支预告片于2010年10月公开。
2010年10月20日，影片在纽约佩利媒体中心放映，列入罗伯特·M·巴查大学系列研讨会环节。期间，佩里中心在网上转播活动，是首次在线下线上同步举行影片放映与小组答问环节。小组讨论由《纽约时报》记者诺姆·科恩（Noam Cohen）主持，影片导演、维基媒体基金会代表塞缪尔·克莱因（Samuel Klein）与大英博物馆驻点维基人连姆·怀亚特（Liam Wyatt）出席。活动介绍后，“SnagFilms”为美国地区观众免费上线影片六天。
2010年11月3日，影片在薩凡納藝術設計學院受托人剧院（Trustees Theater）举行的萨凡纳电影节（Savannah Film Festival）放映。2010年11月30日，影片在美国部分影院有限上映。

## 评价
2007年影片还在制作的时候，威尔士就赞不绝口：“导演尼克·希尔正在创作一部非常出彩的电影，讲述维基百科及全球维基人的故事。”然而影片推迟发行后，威尔士在写给《公关新闻》（PRNewser）的声明中表示批评，认为推迟上线让影片变得过时。他又批评影片过于片面，着重于专家的评论，没有足够篇幅讲述社群参与线上项目。威尔士在发给维基百科基金会邮件列表的帖文中表示：“影片在波兰的评价很差，严重过时。”拉里·桑格也评价了影片：“依我看来不算太差。”维基媒体基金会董事塞缪尔·克莱茵（Samuel Klein）表示：“总的来说，第二次看完後我更喜歡這部電影了，是跟不同的观众一起看的（能看到他们现场的反应）。”2010年维基媒体国际会议出席人赛吉·罗斯（Sage Ross）认为影片对维基百科抱有负面的看法：“影片非常关注浅显或带有误导性的批评意见，从知性的角度来看，很大程度上是在反维基百科，成年評論家听起来合理的论点与年轻维基人天真积极的态度形成鲜明对比。”作家泰德·莱昂西斯在个人博客“泰德关注”（Ted's Take）中赞扬了这部纪录片，形容是“讲述维基百科运动的優良电影”。他在结尾处说道：“必须去看，非常重要的电影。你必须去看，这样才能不跟社会脱节。”
美国在线出版物《Urlesque》专栏作家丹尼尔·达达里奥（Daniel D'Addario）评论了这部纪录片：“影片提出一些关于权威的有趣问题，只不过有点故意。”他提到了过时的问题：“《数字中的真相？》可能太过时了。”结尾处，达达里奥说自己写这篇评论的时候，维基百科上关于这篇电影的文章正面临被删除的威胁：“在网站看来，《数字中的真相？》的条目可以删除——站内只有几篇条目有连接到，是‘孤儿’（孤立条目）。考虑到影片在主旨上结合對维基百科的浓厚兴趣，以及對維基百科諸多細節的驚懼不安，这要么让人非常意外，要么一点也不让人意外。”
在写给萨凡纳电影节的评论中，《District》的卡洛斯·塞拉诺（Carlos Serrano）认为影片虽然涵盖了很多内容，但运用了非常有效的展现手法：“听起来有很多东西放进电影中，这部电影想办法有效利用85分钟的片场。”他提到吉米·威尔士在片中的形象：“到了最后，我走出电影院，觉得他的形象很立体，非常有激情，要么非常好，要么非常邪恶。老实说，这一点在这样的电影中十分重要，绝对是点睛之笔。”结尾处，赛拉诺推荐了这部电影：“这绝对是真材实料的电影......绝对值得一看，非常有趣，制作精良，各方对维基百科的看法都有涉猎，这样一来使剧情維持有趣。”

## 延伸閱讀
- McGrory, Rubi. . New York is Boring. 2010-11-05  [2010-11-10]. （原始内容存档于2011-07-14）.
- S8333631 and HaeB. . The Wikipedia Signpost. Wikipedia. 2010-11-08  [2010-11-11]. （原始内容存档于2015-11-25）.
- Wackywace and HaeB. . The Wikipedia Signpost. Wikipedia. 2010-07-12  [2010-11-11]. （原始内容存档于2015-11-26）.

## 外部連結
- 官方网站
- 格伦回声娱乐
- 失败者娱乐
- 互联网电影数据库（IMDb）上《数字中的真相？》的资料（英文）
- 爛番茄上《数字中的真相？》的資料（英文）
- Fandom上的更多相关：wikidocumentary